# Chronaxie
La chronaxie, dans le cadre de la description mathématique du fonctionnement du système nerveux, est la durée  nécessaire pour stimuler une fibre musculaire, ou une cellule nerveuse avec un courant électrique d'intensité égale au double de la rhéobase.
Ce terme a été inventé en 1909 par le physiologiste français Louis Lapicque. C'est à Georges Bourguignon (1876-1963) que l'on doit les premières applications cliniques de la chronaxie. 
La chronaxie d'un axone myélinisé dans le cerveau est de 30 à 200 microsecondes[réf. souhaitée] alors que la chronaxie des dendrites et des corps cellulaires des neurones est de 1 à 10 millisecondes[réf. souhaitée]
.